# サッカーウェールズ代表
サッカーウェールズ代表（サッカーウェールズだいひょう、英語: Wales national football team, ウェールズ語: Tîm pêl-droed cenedlaethol Cymru）は、ウェールズサッカー協会（FAW）によって構成されるウェールズのサッカーのナショナルチームである。ホームスタジアムは、カーディフにあるカーディフ・シティ・スタジアムとミレニアム・スタジアム。

## 概要

### ホームスタジアム

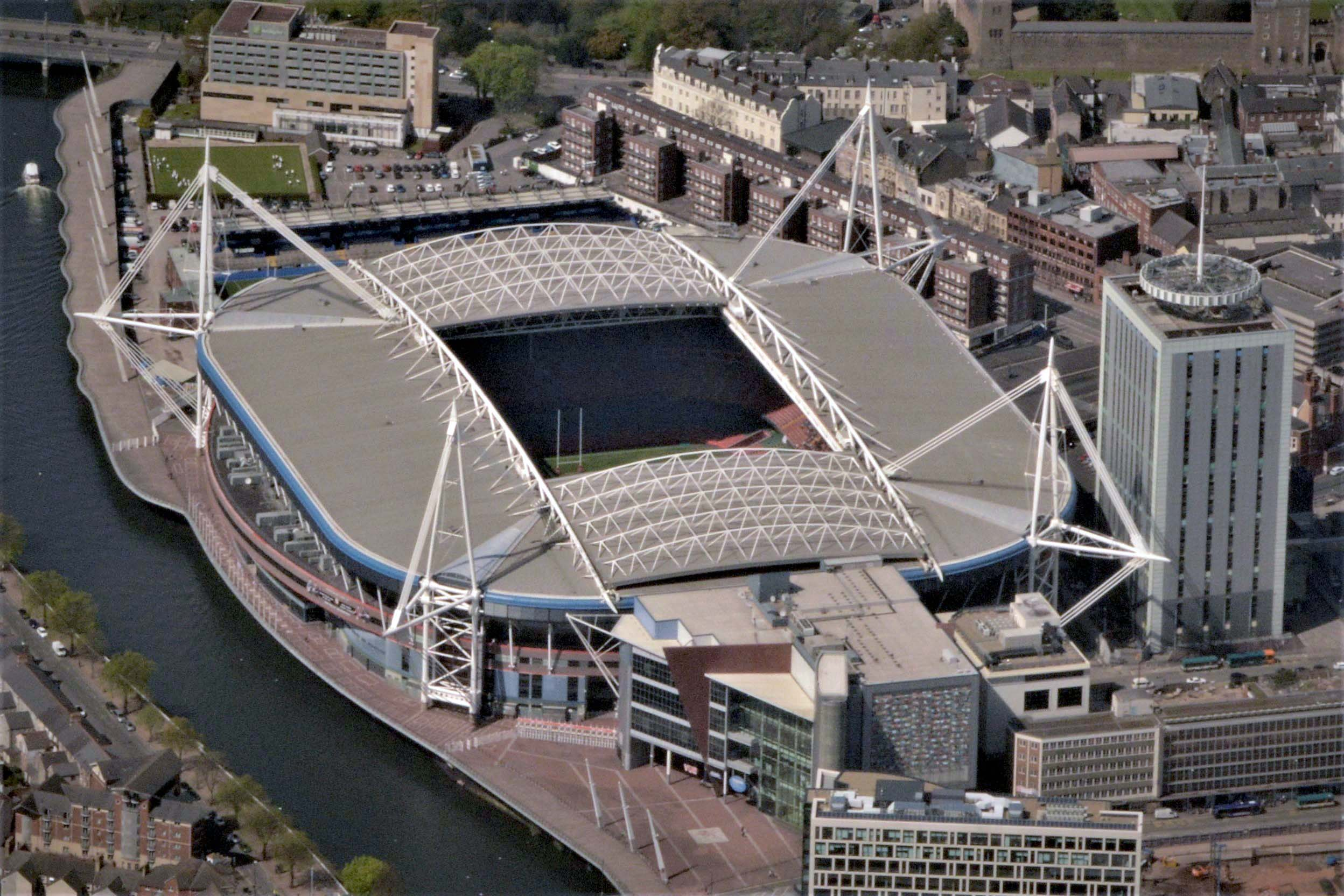
カーディフにあるミレニアム・スタジアム

2000年から2009年の間は、カーディフにあるミレニアム・スタジアムでホームゲームを行っていた。このスタジアムは1999年に国立競技場として建設され、ラグビーワールドカップ1999の会場にも指定された。1989年以前、カーディフ・シティFCやスウォンジー・シティAFC、レクサムFCのホームスタジアムを借りてナショナルマッチを開催していたが、1999年にミレニアム・スタジアムが竣工してからは常にこのスタジアムを使用している。

### 紋章
ウェールズ代表チームの紋章は、ウェールズ国旗と同じ赤い竜が中心にある。ケルトの建国伝説にある邪悪な黒い竜を退治し、ウェールズの大地を作った竜の図は1951年から使われているが、2011年に現代的な絵柄に変更されるとともに、顔も左向きから振り返るような右向きになった。これは新しい方向への挑戦を表す。
竜の背景の白と囲む緑は13世紀にイングランドと戦った王の旗にちなむ。緑の線の中には黄色い花があるが、これはラッパ水仙で、守護聖人・聖デビッドと発音が似ているため使われた。11個の花はサッカープレイヤーの数を象徴する。下の文字GORAU-CHWARAE・CYD・CHWARAEは「チームプレーを第一とする」の意味。

## 歴史
FIFAワールドカップでは、初出場となった1958年大会でグループステージを2位で突破しベスト8に入った。UEFA欧州選手権では、本大会が準決勝進出の4チームのみで行われていた時代の1976年大会で予選のグループステージを1位突破し、初のベスト8入りを果たした。
ユーロ2016年大会では予選のグループB2位でチーム史上初の本大会出場を果たすと、グループステージでスロバキア、イングランド、ロシアと同組に入り、2勝1敗でグループ1位通過を果たす。決勝トーナメントは準決勝でポルトガルに敗れたが、ベスト4に入った。その好成績もあり期待された2018年ロシアW杯欧州予選では、グループD最終戦を2位で迎え、アイルランド相手に引き分け以上であればプレーオフに進出できたが、0-1で負けて土壇場で3位に転落。本大会出場はならなかった。ユーロ2020年大会ではグループリーグを2位で通過するもラウンドオブ16でデンマークに0-4と惨敗を喫した。
2022 FIFAワールドカップの予選ではグループE2位で2次予選（プレーオフ）に進出した。2次予選ではパスA準決勝・オーストリア戦で2-1と勝利、決勝・ウクライナ戦を1-0と勝利し1958年以来、64年ぶり2度目の本大会出場を果たした。本大会では、グループステージでイングランド、イラン、アメリカと同居したが、開幕戦のアメリカ戦こそ1-1で引き分けたものの、イラン戦と続く最終節のイングランド戦にて2連敗を喫したことで、1分2敗のグループB最下位で敗退が決定した。

## 現監督・コーチ陣

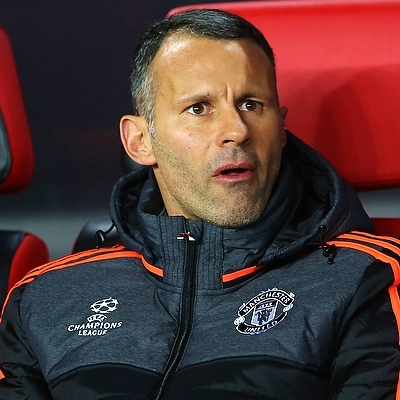
2018年より監督を務めたライアン・ギグス

| 役職               | 名前             |
| ------------------ | ---------------- |
| 監督               | ロブ・ページ     |
| アシスタントコーチ | キット・シモンズ |
| コーチ             | アラン・クニール |
| GKコーチ           | トニー・ロバーツ |

## 歴代監督
※斜体表記は暫定監督として就任
- ウェイリー・バーンズ 1954-1955
- ジミー・マーフィー 1955-1964
- デイヴ・ボーウェン 1964-1974
- ロン・バージェス 1965
- マイク・スミス 1974-1979
- マイク・イングランド 1979-1987
- デイヴィッド・ウィリアムズ 1988
- テリー・ヨラス 1988-1993
- ジョン・トシャック 1994
- マイク・スミス 1994-1995
- ボビー・グールド 1995-1999
- ネヴィル・サウスオール 1999
- マーク・ヒューズ 1999-2004
- ジョン・トシャック 2004-2010
- ブライアン・フリン 2010
- ガリー・スピード 2010-2011
- クリス・コールマン 2012-2017
- ライアン・ギグス 2018-2022
- ロブ・ペイジ 2020-2024

## 成績

### FIFAワールドカップ
| 開催国 / 年 | 成績               | 試       | 勝       | 分       | 負       | 得       | 失       |
| ----------- | ------------------ | -------- | -------- | -------- | -------- | -------- | -------- |
| 1930        | 不参加             | 不参加   | 不参加   | 不参加   | 不参加   | 不参加   | 不参加   |
| 1934        | 不参加             | 不参加   | 不参加   | 不参加   | 不参加   | 不参加   | 不参加   |
| 1938        | 不参加             | 不参加   | 不参加   | 不参加   | 不参加   | 不参加   | 不参加   |
| 1950        | 予選敗退           | 予選敗退 | 予選敗退 | 予選敗退 | 予選敗退 | 予選敗退 | 予選敗退 |
| 1954        | 予選敗退           | 予選敗退 | 予選敗退 | 予選敗退 | 予選敗退 | 予選敗退 | 予選敗退 |
| 1958        | ベスト8            | 4        | 0        | 3        | 1        | 2        | 3        |
| 1962        | 予選敗退           | 予選敗退 | 予選敗退 | 予選敗退 | 予選敗退 | 予選敗退 | 予選敗退 |
| 1966        | 予選敗退           | 予選敗退 | 予選敗退 | 予選敗退 | 予選敗退 | 予選敗退 | 予選敗退 |
| 1970        | 予選敗退           | 予選敗退 | 予選敗退 | 予選敗退 | 予選敗退 | 予選敗退 | 予選敗退 |
| 1974        | 予選敗退           | 予選敗退 | 予選敗退 | 予選敗退 | 予選敗退 | 予選敗退 | 予選敗退 |
| 1978        | 予選敗退           | 予選敗退 | 予選敗退 | 予選敗退 | 予選敗退 | 予選敗退 | 予選敗退 |
| 1982        | 予選敗退           | 予選敗退 | 予選敗退 | 予選敗退 | 予選敗退 | 予選敗退 | 予選敗退 |
| 1986        | 予選敗退           | 予選敗退 | 予選敗退 | 予選敗退 | 予選敗退 | 予選敗退 | 予選敗退 |
| 1990        | 予選敗退           | 予選敗退 | 予選敗退 | 予選敗退 | 予選敗退 | 予選敗退 | 予選敗退 |
| 1994        | 予選敗退           | 予選敗退 | 予選敗退 | 予選敗退 | 予選敗退 | 予選敗退 | 予選敗退 |
| 1998        | 予選敗退           | 予選敗退 | 予選敗退 | 予選敗退 | 予選敗退 | 予選敗退 | 予選敗退 |
| 2002        | 予選敗退           | 予選敗退 | 予選敗退 | 予選敗退 | 予選敗退 | 予選敗退 | 予選敗退 |
| 2006        | 予選敗退           | 予選敗退 | 予選敗退 | 予選敗退 | 予選敗退 | 予選敗退 | 予選敗退 |
| 2010        | 予選敗退           | 予選敗退 | 予選敗退 | 予選敗退 | 予選敗退 | 予選敗退 | 予選敗退 |
| 2014        | 予選敗退           | 予選敗退 | 予選敗退 | 予選敗退 | 予選敗退 | 予選敗退 | 予選敗退 |
| 2018        | 予選敗退           | 予選敗退 | 予選敗退 | 予選敗退 | 予選敗退 | 予選敗退 | 予選敗退 |
| 2022        | グループリーグ敗退 | 3        | 0        | 1        | 2        | 1        | 6        |
| 合計        | 出場2回            | 7        | 0        | 4        | 3        | 3        | 9        |

### UEFA欧州選手権
- 1960 - 不参加
- 1964 - 予選敗退
- 1968 - 予選敗退
- 1972 - 予選敗退
- 1976 - 予選敗退
- 1980 - 予選敗退
- 1984 - 予選敗退
- 1988 - 予選敗退
- 1992 - 予選敗退
- 1996 - 予選敗退

- 2000 - 予選敗退
- 2004 - 予選敗退
- 2008 - 予選敗退
- 2012 - 予選敗退
- 2016 - ベスト4
- 2020 - ベスト16
- 2024 - 予選敗退

## 現招集メンバー
2022年11月9日、2022 FIFAワールドカップに向けて発表された出場メンバー26人
| No. | Pos. | 選手名                 | 原語表記        | 生年月日（年齢）       | 出場数 | 在籍クラブ                   |
| --- | ---- | ---------------------- | --------------- | ---------------------- | ------ | ---------------------------- |
| 1   | GK   | ウェイン・ヘネシー     | Wayne Hennessey | 1987年1月24日（35歳）  | 106    | ノッティンガム・フォレスト   |
| 2   | DF   | クリス・ガンター       | Chris Gunter    | 1989年7月21日（33歳）  | 109    | ウィンブルドン               |
| 3   | DF   | ネコ・ウィリアムズ     | Neco Williams   | 2001年4月13日（21歳）  | 23     | ノッティンガム・フォレスト   |
| 4   | DF   | ベン・デイヴィス       | Ben Davies      | 1993年4月24日（29歳）  | 74     | トッテナム・ホットスパー     |
| 5   | DF   | クリス・メファム       | Chris Mepham    | 1997年11月5日（25歳）  | 33     | ボーンマス                   |
| 6   | DF   | ジョー・ロドン         | Joe Rodon       | 1997年10月22日（25歳） | 30     | レンヌ                       |
| 7   | MF   | ジョー・アレン         | Joe Allen       | 1990年3月14日（32歳）  | 72     | スウォンジー・シティ         |
| 8   | MF   | ハリー・ウィルソン     | Harry Wilson    | 1997年3月22日（25歳）  | 39     | フラム                       |
| 9   | FW   | ブレナン・ジョンソン   | Brennan Johnson | 2001年5月23日（21歳）  | 15     | トッテナム・ホットスパー     |
| 10  | MF   | アーロン・ラムジー     | Aaron Ramsey    | 1990年12月26日（31歳） | 75     | ニース                       |
| 11  | FW   | ガレス・ベイル         | Gareth Bale     | 1989年7月16日（33歳）  | 108    | ロサンゼルスFC               |
| 12  | GK   | ダニー・ウォード       | Danny Ward      | 1993年6月22日（29歳）  | 26     | レスター・シティ             |
| 13  | FW   | キーファー・ムーア     | Kieffer Moore   | 1992年8月8日（30歳）   | 28     | ボーンマス                   |
| 14  | DF   | コナー・ロバーツ       | Connor Roberts  | 1995年9月23日（27歳）  | 41     | バーンリー                   |
| 15  | DF   | イーサン・アンパドゥ   | Ethan Ampadu    | 2000年9月14日（22歳）  | 37     | スペツィア                   |
| 16  | MF   | ジョー・モレル         | Joe Morrell     | 1997年1月3日（25歳）   | 30     | ポーツマス                   |
| 17  | DF   | トム・ロッキャー       | Tom Lockyer     | 1994年12月3日（27歳）  | 14     | ルートン・タウン             |
| 18  | MF   | ジョニー・ウィリアムズ | Jonny Williams  | 1993年10月9日（29歳）  | 33     | スウィンドン・タウン         |
| 19  | FW   | マーク・ハリス         | Mark Harris     | 1998年12月29日（23歳） | 5      | カーディフ・シティ           |
| 20  | FW   | ダニエル・ジェームズ   | Daniel James    | 1997年11月10日（25歳） | 38     | フラム                       |
| 21  | GK   | アダム・デイヴィス     | Adam Davies     | 1992年7月17日（30歳）  | 4      | シェフィールド・ユナイテッド |
| 22  | MF   | ソルバ・トーマス       | Sorba Thomas    | 1999年1月25日（23歳）  | 6      | ハダースフィールド・タウン   |
| 23  | MF   | ディラン・レヴィット   | Dylan Levitt    | 2000年11月17日（22歳） | 13     | ダンディー・ユナイテッド     |
| 24  | DF   | ベン・カバンゴ         | Ben Cabango     | 2000年5月30日（22歳）  | 5      | スウォンジー・シティ         |
| 25  | DF   | ルビン・コルウィル     | Rubin Colwill   | 2002年4月27日（20歳）  | 7      | カーディフ・シティ           |
| 26  | MF   | マシュー・スミス       | Matthew Smith   | 1999年11月22日（22歳） | 19     | ミルトン・キーンズ・ドンズ   |

## 歴代選手
| - ネヴィル・サウスオール - ポール・ジョーンズ - ジェイソン・ブラウン - ルイス・プライス - ウェイン・ヘネシー | - マイク・イングランド - ダニー・ガビドン - マーク・ボウエン - パット・ヴァン・デン・ハウヴェ - クリス・コールマン - ベン・サッチャー - マーク・ディレイニー - アシュリー・ウィリアムズ - クリス・ガンター - ベン・デイヴィス | - ヴィニー・ジョーンズ - ガリー・スピード - ロビー・サヴェージ - サイモン・デイヴィス - ジェイソン・クーマス - ジョー・レドリー - アーロン・ラムジー - ジョー・アレン - アンディ・キング | - アイヴァー・オールチャーチ - クリフ・ジョーンズ - ディーン・ソーンダース - ライアン・ギグス - ジョン・チャールズ - ジョン・ハートソン - イアン・ラッシュ - マーク・ヒューズ - クレイグ・ベラミー - ロバート・アーンショウ - デイビッド・コッテリル - ガレス・ベイル - ベン・ウッドバーン |

## 歴代記録

### 出場数ランキング
2022年11月29日現在
| 位 | 名前                     | 出場 | 得点 | 期間      |
| -- | ------------------------ | ---- | ---- | --------- |
| 1  | ガレス・ベイル           | 111  | 41   | 2006-2022 |
| 2  | クリス・ガンター         | 109  | 0    | 2007-     |
| 3  | ウェイン・ヘネシー       | 108  | 0    | 2007-     |
| 4  | ネヴィル・サウスオール   | 92   | 0    | 1982-1997 |
| 5  | アシュリー・ウィリアムズ | 86   | 2    | 2008-2018 |
| 6  | ガリー・スピード         | 85   | 7    | 1990-2004 |
| 7  | クレイグ・ベラミー       | 78   | 19   | 1998-2013 |
| 7  | アーロン・ラムジー       | 78   | 20   | 2008-     |
| 9  | ジョー・レドリー         | 77   | 4    | 2005-2018 |
| 10 | ディーン・ソーンダース   | 75   | 22   | 1986-2001 |
| 11 | ジョー・アレン           | 74   | 2    | 2009-     |

### 得点数ランキング
2022年11月29日現在
| 位 | 名前                       | 得点 | 出場 | 期間      | 得点率 |
| -- | -------------------------- | ---- | ---- | --------- | ------ |
| 1  | ガレス・ベイル             | 41   | 111  | 2006–2022 | 0.37   |
| 2  | イアン・ラッシュ           | 28   | 73   | 1980-1996 | 0.38   |
| 3  | トレヴァー・フォード       | 23   | 38   | 1942-1957 | 0.61   |
| 3  | アイヴァー・オールチャーチ | 23   | 68   | 1951-1966 | 0.34   |
| 5  | ディーン・ソーンダース     | 22   | 75   | 1986-2001 | 0.29   |
| 6  | アーロン・ラムジー         | 20   | 78   | 2008–     | 0.27   |
| 7  | クレイグ・ベラミー         | 19   | 78   | 1998-2013 | 0.24   |
| 8  | ロバート・アーンショウ     | 16   | 59   | 2002–2012 | 0.27   |
| 8  | クリフ・ジョーンズ         | 16   | 59   | 1954-1970 | 0.27   |
| 8  | マーク・ヒューズ           | 16   | 72   | 1984-1999 | 0.22   |